# Estados Unidos nos Jogos Olímpicos de Verão de 1956
Os Estados Unidos da América competiram os Jogos Olímpicos de Verão de 1956 em Melbourne, Austrália. Ficaram em segundo lugar no ranking geral, com 32 medalhas de ouro.